# Philipp Schnabl
Philipp Schnabl (* 21. August 1986) ist ein österreichischer Fußballspieler.

## Karriere
Schnabl begann seine Karriere bei der TuS Ardning. Im Februar 2000 wechselte er zum ATV Irdning. Zur Saison 2001/02 kam er in die Akademie des SK Sturm Graz. Ab der Saison 2004/05 kam er für die Amateure der Grazer zum Einsatz. Im Jänner 2005 kehrte er zu Irdning zurück, das zu jenem Zeitpunkt in der fünftklassigen Oberliga spielte. 2006 konnte er mit dem Verein als Meister der Oberliga Nord in die Landesliga aufsteigen, Schnabl steuerte zum Meistertitel 16 Tore in 26 Spielen bei.
Zur Saison 2006/07 wechselte er zum Regionalligisten SV Bad Aussee. Mit Bad Aussee stieg er zu Saisonende in die zweite Liga auf. Sein Debüt in der zweiten Liga gab er im August 2007, als er am zweiten Spieltag der Saison 2007/08 gegen den FC Kärnten in der 74. Minute für Emidio Wellington eingewechselt wurde. Sein erstes Tor in der zweithöchsten Spielklasse erzielte er im Oktober 2007 bei einer 3:1-Niederlage gegen Kärnten. Bis Saisonende kam er zu 18 Zweitligaeinsätzen; Bad Aussee stieg nach nur einer Saison als Tabellenletzter wieder in die Regionalliga ab.
Daraufhin kehrte Schnabl zur Saison 2008/09 zum Landesligisten Irdning zurück. Für Irdning absolvierte er in den folgenden vier Saisonen 99 Landesligaspiele, in denen er 31 Tore erzielte. 2012 stieg der Verein wieder in die Oberliga ab. Ab der Saison 2012/13 war Schnabl bei Irdning nur noch Stand-By-Spieler und kam in den Saisonen 2012/13 und 2014/15 jeweils zu einem Oberligaeinsatz. Im Jänner 2016 wechselte er zum Ligakonkurrenten ASV Bad Mitterndorf. Für Bad Mitterndorf absolvierte er neun Spiele in der fünfthöchsten Spielklasse.
Zur Saison 2016/17 wechselte er zum sechstklassigen USV Eggersdorf. In eineinhalb Jahren bei Eggersdorf kam er zu 25 Einsätzen in der Unterliga und erzielte dabei neun Tore. In der Winterpause der Saison 2017/18 verließ er den Verein. Nach einer Halbsaison ohne Verein wechselte Schnabl zur Saison 2018/19 zum siebtklassigen SV Aigen/Ennstal. Für Aigen absolvierte er bis August 2019 zwölf Spiele in der Gebietsliga.
Sein jüngerer Bruder Jakob (* 1989) ist ebenfalls Fußballspieler, brachte es jedoch nicht über den Amateurbereich hinaus und spielte einige Jahre an der Seite seines Bruders (u. a. bei Irdning, Bad Mitterndorf oder Aigen).